# 連合国高等弁務官理事会
連合国高等弁務官理事会（れんごうこくこうとうべんむかんりじかい、英語: Allied High Commission、ドイツ語: Alliierte Hohe Kommission (AHK)）または対占領ドイツ高等弁務官理事会（英語: High Commission for Occupied Germany (HICOG)）は、1948年の連合国管理理事会の崩壊後、新たに設立されたドイツ連邦共和国（西ドイツ）の発展を規制・監督する目的でアメリカ合衆国、イギリス、フランスによって設立された。

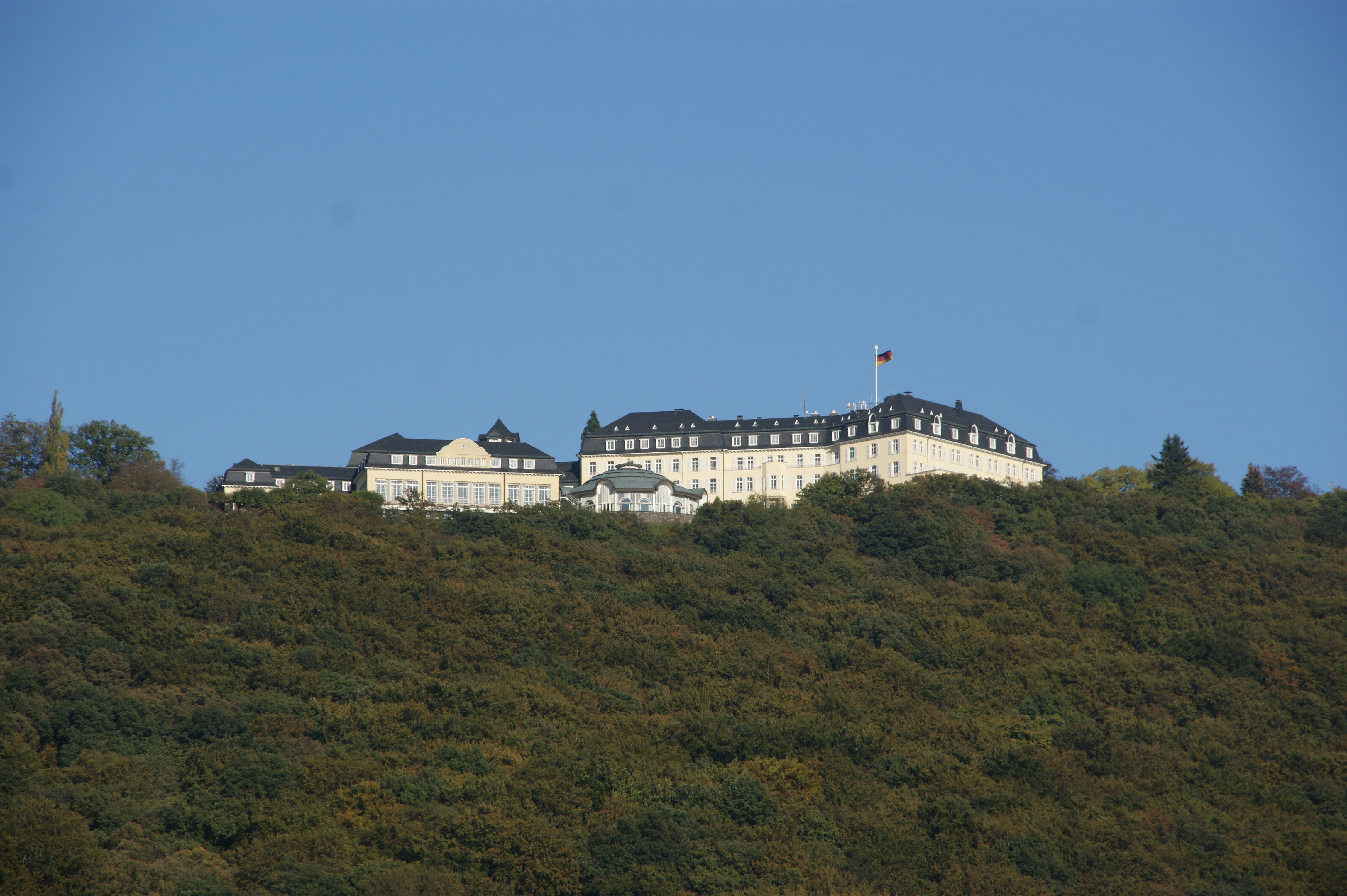
ホテル・ペータースベルク

理事会はボン近郊のホテル・ペータースベルクに本部を置き、1949年9月21日に活動を開始した。1954年のパリ協定に基づき、1955年5月5日に機能を停止した。
占領法は、ドイツ政府に対する西側同盟国の特権を規定し、軍事的、経済的、外交政策的に重要な分野に介入する権利を保持していた。これらの権利は、数週間後に締結されたペータースベルク協定で修正された。
ドイツ連邦共和国の誕生と高等弁務官理事会の設立に伴い、軍政府長官の地位は廃止された。その代わりに、西側の3つの同盟国がそれぞれ高等弁務官を指名した。

## 高等弁務官
| 国             | 氏名                         | 任期                           |
| -------------- | ---------------------------- | ------------------------------ |
| フランス       | アンドレ・フランソワ＝ポンセ | 1949年9月21日 - 1955年5月5日   |
| イギリス       | ブライアン・ロバートソン     | 1949年9月21日 - 1950年6月24日  |
| イギリス       | イヴォーネ・カークパトリック | 1950年6月24日 - 1953年9月29日  |
| イギリス       | フレデリック・ミラー         | 1953年9月29日 - 1955年5月5日   |
| アメリカ合衆国 | ジョン・J・マクロイ          | 1949年9月2日 - 1952年8月1日    |
| アメリカ合衆国 | ウォルター・J・ドネリー      | 1952年8月1日 - 1952年12月11日  |
| アメリカ合衆国 | サミュエル・リーバー（代行） | 1952年12月11日 - 1953年2月10日 |
| アメリカ合衆国 | ジェイムス・コナント         | 1953年2月10日 - 1955年5月5日   |